# Penicillium rubidurum
Penicillium rubidurum är en svampart som beskrevs av Udagawa & Y. Horie 1973. Penicillium rubidurum ingår i släktet Penicillium och familjen Trichocomaceae.   Inga underarter finns listade i Catalogue of Life.